# 本橋哲也
本橋 哲也（もとはし てつや、1955年 - ）は、日本の英文学者、翻訳家。
専門はイギリス文学、カルチュラル・スタディーズ。博士（ヨーク大学・1995年）。旧・東京都立大学教授を経て、東京経済大学教授。

## 人物・来歴
東京都生まれ。東京大学文学部英文科卒業後、1995年英国ヨーク大学で博士の学位を取得。東京都立大学 (1949-2011)人文学部助教授、教授を経て、2006年東京経済大学コミュニケーション学部教授。2021年より国際演劇評論家協会日本センター会長。

## 著書

### 単著
- 『カルチュラル・スタディーズへの招待』（大修館書店） 2002
- 『本当はこわいシェイクスピア - 「性」と「植民地」の渦中へ』（講談社） 2004
- 『ポストコロニアリズム』（岩波新書） 2005
- 『映画で入門カルチュラル・スタディーズ』（大修館書店） 2006
- 『ほんとうの『ゲド戦記』 英文で読む『アースシー物語』』（大修館書店） 2007
- 『侵犯するシェイクスピア 境界の身体』（青弓社） 2009
- 『思想としてのシェイクスピア 近代世界を読み解くキーワード50』（河出書房新社、河出ブックス） 2010
- 『深読みミュージカル 歌う家族、愛する身体』（青土社） 2011
- 『ディズニー・プリンセスのゆくえ　白雪姫からマレフィセントまで』（ナカニシヤ出版） 2016

### 共編著
- 『21世紀を生き抜くためのブックガイド 新自由主義とナショナリズムに抗して』（岩崎稔共編、河出書房新社） 2009
- 『黒い大西洋(ブラック・アトランティック)と知識人の現在』（市田良彦,ポール・ギルロイ共著、小笠原博毅編、松籟社） 2009
- 『格闘する思想』（編、平凡社新書） 2010
- 『宮城聰の演劇世界 孤独と向き合う力』（塚本知佳共著、青弓社） 2016

## 翻訳
- 『ドラキュラ・ホームズ・ジョイス - 文学と社会』（フランコ・モレッティ、新評論） 1992
- 『敵あるいはフォー』（J・M・クッツェー、白水社） 1992
- 『フランス現代思想 - 1968年以降』（キース・A・リーダー、講談社） 1994
- 『征服の修辞学 - ヨーロッパとカリブ海先住民 1492 - 1797年』（ピーター・ヒューム、法政大学出版局） 1995
- 『境界侵犯 - その詩学と政治学』（ピーター・ストリブラス, アロン・ホワイト、ありな書房） 1995
- 『病気と表象 - 狂気からエイズにいたる病のイメージ』（サンダー・L・ギルマン、ありな書房） 1996
- 『ディアスポラの知識人』（レイ・チョウ、青土社） 1998
- 『プリミティヴへの情熱 - 中国・女性・映画』（レイ・チョウ、吉原ゆかり共訳、青土社） 1999
- 『キャリバンの文化史』（アルデン・T&ヴァージニア・メーソン・ヴォーン、青土社） 1999
- 『文化理論用語集 - カルチュラル・スタディーズ＋』（ピーター・ブルッカー、有元健共訳、新曜社） 2003
- 『ポストコロニアル理性批判 - 消え去りゆく現在の歴史のために』（G・C・スピヴァク、上村忠男共訳、月曜社） 2003
- 『帝国を壊すために - 戦争と正義をめぐるエッセイ』（アルンダティ・ロイ、岩波新書） 2003
- 『文化の場所 - ポストコロニアリズムの位相』（ホミ・K・バーバ、正木恒夫, 外岡尚美, 阪元留美共訳、法政大学出版局） 2005
- 『ポストコロニアリズム』（ロバート・J・C・ヤング、岩波書店） 2005
- 『ニュー・インペリアリズム』（デヴィッド・ハーヴェイ、青木書店） 2005
- 『ガヤトリ・チャクラヴォルティ・スピヴァク』（スティーヴン・モートン、青土社） 2005
- 『ネオリベラリズムとは何か』（デヴィッド・ハーヴェイ、青土社） 2007
- 『生のあやうさ - 哀悼と暴力の政治学 』（ジュディス・バトラー、以文社） 2007
- 『テンペスト』（エメ・セゼール, シェイクスピア, ロブ・ニクソン, アーニャ・ルーンバ、編訳、砂野幸稔, 小沢自然, 高森暁子共訳、インスクリプト） 2007
- 『スピヴァク、日本で語る』（新田啓子, 竹村和子, 中井亜佐子共訳、鵜飼哲監修、みすず書房） 2009
- 『犬の帝国 幕末ニッポンから現代まで』（アーロン・スキャブランド、岩波書店） 2009
- 『民主主義のあとに生き残るものは』（アルンダテイ・ロイ、岩波書店） 2012
- 『いくつもの声 ガヤトリ・C・スピヴァク日本講演集』（星野俊也編、篠原雅武共訳、人文書院） 2014
- 『標的とされた世界 戦争、理論、文化をめぐる考察』（レイ・チョウ、法政大学出版局、サピエンティア） 2014
- 『境界を越えて』（C・L・R・ジェームズ、月曜社） 2015
- 『チョムスキーが語る戦争のからくり ヒロシマからドローン兵器の時代まで』（ノーム・チョムスキー, アンドレ・ヴルチェク、平凡社） 2015
- 『ポストモダンの50人 思想家からアーティスト、建築家まで』（スチュアート・シム、田中裕介共訳、青土社） 2015
- 『ポスト・オリエンタリズム テロの時代における知と権力』（ハミッド・ダバシ、早尾貴紀, 洪貴義, 本山謙二共訳、作品社） 2018
- 『帝国の島々 漂着者、食人種、征服幻想』（レベッカ・ウィーバー=ハイタワー、法政大学出版局、叢書・ウニベルシタス） 2020

## 論文
- <本橋哲也